# بوجاک‌کوی (سیریک)
بوجاک‌کوی (ترکی استانبولی: Bucakköy) یک محله در ترکیه است که در ناحیهٔ سریک، آنتالیا واقع شده است. جمعیت این محله تا سال ۲۰۲۲ برابر با ۲۳۱ نفر بوده است.